# Khalida Shchegoleyeva
Khalida Shchegoleyeva, née le 7 mars 1933, est une patineuse de vitesse soviétique.

## Carrière
Aux Championnats du monde toutes épreuves de patinage de vitesse, elle obtient la médaille d'or en 1953 à Lillehammer.